# João Claudino Fernandes
João Claudino Fernandes  (Luís Gomes, 21 de junho de 1930 — Teresina, 24 de abril de 2020) foi um empresário brasileiro. Foi proprietário e um dos fundadores do Armazém Paraíba.

## Biografia
Filho de João Claudino Sobrinho e Francisca Fernandes Claudino, o empresário nasceu em Luís Gomes no Rio Grande do Norte e era um dos fundadores do Grupo Claudino ao lado do irmão Valdecy Claudino. O grupo é um dos maiores varejistas do país, com presença em pelo menos 15 estados.
Os negócios dos irmãos Claudino iniciaram na cidade  de  Cajazeiras,  na  Paraíba. Em 1958, eles resolveram se instalar na cidade de Bacabal, no Maranhão. Em uma antiga usina de beneficiamento de arroz, nasceu o Armazém Paraíba, empresa que deu origem ao Grupo Claudino.
Em 1969, fundou em Luís Gomes-RN a Fundação Francisca Fernandes Claudino (FUNFFEC), educandário que carrega o nome de sua mãe. Em 1974, em Uiraúna-PB, fundou a Fundação Lica Claudino (FELC), instituição também voltada à educação, que leva o nome de uma tia paterna.

## Carreira política
Foi 1° suplente do senador Ciro Nogueira durante o primeiro mandato deste. Seu filho João Vicente Claudino é ex-senador.

## Morte
João Claudino morreu em Teresina, na tarde do dia 24 de abril de 2020, aos 89 anos. Ele estava internado no Hospital de Terapia Intensiva (HTI) no bairro Piçarra, onde lutava contra um câncer.